# دي سوتو (جورجيا)
دي سوتو (بالإنجليزية: De Soto, Georgia)‏ هي مدينة تقع في مقاطعة سومتر، جورجيا بولاية جورجيا في الولايات المتحدة. تبلغ مساحة هذه المدينة 2.1 (كم²)، وترتفع عن سطح البحر 94 م، بلغ عدد سكانها 214 نسمة في عام 2010 حسب إحصاء مكتب تعداد الولايات المتحدة.

## وصلات خارجية
- Cities & Counties - Georgia.gov